# Jean-Pierre Kwambamba
Jean-Pierre Kwambamba Masi (ur. 9 sierpnia 1960 w Ngi w Demokratycznej Republice Konga) – kongijski duchowny katolicki, biskup Kenge od 2018. 

## Życiorys
Święcenia prezbiteratu otrzymał 17 sierpnia 1986 i został inkardynowany do diecezji Kenge. Po święceniach i studiach w Rzymie został wykładowcą niższego seminarium w Kalondzie, a w latach 1994–1998 pełnił funkcję wikariusza generalnego. Kolejne pięć lat spędził jako rektor seminarium w Kikwit. W 2003 został pracownikiem Kongregacji ds. Kultu Bożego i Dyscypliny Sakramentów, gdzie był ekspertem z dziedziny tłumaczeń ksiąg liturgicznych na języki tubylcze. Pracował też jako asystent kościelny włoskiego Stowarzyszenia Wolontariuszy Chrześcijańskiej Służby Społecznej. 2 września 2009 został mianowany ceremoniarzem papieskim.
31 marca 2015 został mianowany biskupem pomocniczym archidiecezji kinszaskiej oraz biskupem tytularnym Naratcata. Sakry biskupiej udzielił mu 7 czerwca 2015 arcybiskup Kinszasy - kardynał Laurent Monsengwo Pasinya.
31 marca 2018 papież Franciszek mianował go biskupem diecezji Kenge.